# Empis gracilitarsis
Empis gracilitarsis är en tvåvingeart som beskrevs av Gabriel Strobl 1899. Empis gracilitarsis ingår i släktet Empis och familjen dansflugor. Inga underarter finns listade i Catalogue of Life.